# Брасвелл (Джорджія)
Брасвелл (англ. Braswell) — місто (англ. city) в США, в округах Полк і Полдінг штату Джорджія. Населення — 355 осіб (2020).

## Географія
Брасвелл розташований за координатами 33°59′1″ пн. ш. 84°57′30″ зх. д. / 33.98361° пн. ш. 84.95833° зх. д. (33.983545, -84.958400).  За даними Бюро перепису населення США в 2010 році місто мало площу 8,20 км², з яких 8,17 км² — суходіл та 0,03 км² — водойми.

## Демографія
Згідно з переписом 2010 року, у місті мешкало 379 осіб у 125 домогосподарствах у складі 96 родин. Густота населення становила 46 осіб/км².  Було 138 помешкань (17/км²).
Расовий склад населення:
| - 91,0 % — білих - 6,9 % — чорних або афроамериканців |

До двох чи більше рас належало 1,6 %. Частка іспаномовних становила 2,6 % від усіх жителів.
За віковим діапазоном населення розподілялося таким чином: 31,9 % — особи молодші 18 років, 62,6 % — особи у віці 18—64 років, 5,5 % — особи у віці 65 років та старші. Медіана віку мешканця становила 30,3 року. На 100 осіб жіночої статі у місті припадало 104,9 чоловіків;  на 100 жінок у віці від 18 років та старших — 91,1 чоловіків також старших 18 років.
Середній дохід на одне домашнє господарство  становив 58 469 доларів США (медіана — 52 656), а середній дохід на одну сім'ю — 57 458 доларів (медіана — 49 500). За межею бідності перебувало 14,9 % осіб, у тому числі 22,4 % дітей у віці до 18 років та 40,0 % осіб у віці 65 років та старших.
Цивільне працевлаштоване населення становило 167 осіб. Основні галузі зайнятості: науковці, спеціалісти, менеджери — 24,6 %, освіта, охорона здоров'я та соціальна допомога — 21,6 %, будівництво — 13,2 %, транспорт — 12,0 %.